# Jerzy Czownicki
Jerzy Czownicki (ur. 1924, zm. 18 sierpnia 2016) – polski specjalista ekonomiki transportu i transportu lotniczego, dr hab. n. ekonom.

## Życiorys
Obronił pracę doktorską, następnie uzyskał stopień doktora habilitowanego. Pracował na stanowisku nauczyciela akademickiego w Akademii Sztabu Generalnego, oraz w Szkole Głównej Handlowej w Warszawie.

## Odznaczenia
- Krzyż Kawalerski Orderu Odrodzenia Polski[1]
- Krzyż Walecznych (dwukrotnie)[1]
- Krzyż Srebrny Orderu Virtuti Militari[1]